# Ludwig Hussak
Ludwig Hussak   (Viena, 31 de juliol de 1883 - 5 de juliol de 1965) fou un futbolista austríac de la dècada de 1900. Fou 14 cops internacional amb la selecció austríaca amb la qual participà en els Jocs Olímpics d'Estiu de 1912. Pel que fa a clubs, defensà els colors de Vienna Cricket i SV Amateure Wien.